# فرودگاه بین‌المللی عین دراهم الدولی
فرودگاه بین‌المللی عین دراهم الدولی (به انگلیسی: Tabarka-Ain Draham International Airport) (به زبان بومی: Aéroport International de Tabarka-Ain Draham) یک فرودگاه همگانی با کد یاتا TBJ است که یک باند فرود آسفالت دارد و طول باند آن ۲۸۷۰ متر است. این فرودگاه در کشور تونس قرار دارد و در ارتفاع ۷۰ متری از سطح دریا واقع شده است.

## شرکت‌های هواپیمایی و مقصدهای پروازی
| شرکت‌های هواپیمایی | مقصدهای پروازی |
| ----------------- | -------------- |
| تونس‌ایر اکسپرس    | تونس قرطاج     |